# Calamus nodosus
Calamus nodosus är en fiskart som beskrevs av Randall och Caldwell, 1966. Calamus nodosus ingår i släktet Calamus och familjen havsrudefiskar. Inga underarter finns listade.